# Saint-Germain-d'Arcé
Saint-Germain-d'Arcé är en kommun i departementet Sarthe i regionen Pays de la Loire i nordvästra Frankrike. Kommunen ligger i kantonen Le Lude som tillhör arrondissementet La Flèche. År 2022 hade Saint-Germain-d'Arcé 346 invånare.

## Befolkningsutveckling
Antalet invånare i kommunen Saint-Germain-d'Arcé
| Referens: INSEE |